# Sabine Klamroth
Sabine Klamroth (* 10. August 1933 in Halberstadt; † 7. Juli 2025 ebenda) war eine deutsche Juristin und Autorin.

## Leben
Sabine Klamroth war die Tochter Hans Georg Klamroths. Sie wuchs mit ihren Geschwistern in Halberstadt auf. Die Familie verließ ihre Heimatstadt nach dem Zweiten Weltkrieg 1948 und übersiedelte nach Braunschweig.
Sabine Klamroth studierte Sprachen und Rechtswissenschaften in Heidelberg, Berlin und München. Sie war lange als Rechtsanwältin in Heidelberg tätig und betreute als Chefredakteurin verschiedene juristische Fachzeitschriften, etwa die „Zeitschrift für das gesamte Lebensmittelrecht“ und „Wettbewerb in Recht und Praxis“. In dieser Zeit verfasste sie auch mehrere Lehrbücher für juristische Laien.
Anfang der 1990er Jahre verkaufte Klamroth ihre Heidelberger Anwaltskanzlei. Sie kehrte nach Halberstadt zurück und betrieb dort zunächst in dem von Hermann Muthesius errichteten Haus ihrer Großeltern das Parkhotel Unter den Linden. Bis 2002 war sie zudem als Rechtsanwältin zugelassen.
Viele Jahre beschäftigte sich Klamroth mit der Geschichte der Juden Halberstadts, das einst ein Zentrum des deutschen Judentums war. So wirkte sie 1995 an der Gründung der dortigen Moses-Mendelssohn-Akademie mit.
Klamroths 2006 erschienenes und überregional beachtetes Buch „Erst wenn der Mond bei Seckbachs steht“ – Juden im alten Halberstadt beschreibt laut Christoph Dieckmann „pars pro toto“ am Beispiel Halberstadts, wie die „deutsch-jüdische Symbiose“ während des Dritten Reiches zerstört wurde.
Klamroth war die Schwester von Wibke Bruhns und die Großtante von Louis Klamroth.

## Ehrungen
2008 erhielt Klamroth den Kulturpreis der Stadt Halberstadt.

## Werke (Auswahl)
- Eisenbahnfahrt von Jerewan nach Moskau. In: Frankfurter Hefte 26 (1971), S. 389–396
- Lebensmittelrecht für den Einzelhandel. Deutscher Fachverlag, Frankfurt a. M. 1978 (zusammen mit Hans Weiss und Bettina Muermann)
- Inhaltskontrolle von Finanzierungs-Leasing-Verträgen über bewegliche Gegenstände nach dem „Leitbild des Leasing-Vertrages“, In: Betriebs-Berater 1982, S. 1949ff.
- Recht im Einkauf. Ed. Haberbeck, Lage 1982.
- Tips zum Thema Allgemeine Geschäftsbedingungen. 3. Auflage. Frankfurt a. M. 1983
- Abtretungsverbote in Allgemeinen Geschäftsbedingungen, In: Der Betrieb 1984, S. 1842ff.
- Rechtskunde für Kaufleute. 3. Auflage. Gabler Verlag, Wiesbaden 1991. ISBN 3-409-03613-X  (zusammen mit Reinhard Walter)
- Vertragsrecht. Gabler Verlag, Wiesbaden 1991. ISBN 3-409-13967-2 (zusammen mit Reinhard Walter)
- Sprachirrungen und -wirrungen, In: Ulrich Loewenheim, Thomas Raiser (Herausgeber), Festschrift für Fritz Traub, Frankfurt a. M. 1994. ISBN 3-87150-451-3. S. 193ff.
- „Erst wenn der Mond bei Seckbachs steht“ – Juden im alten Halberstadt. Projekte-Verlag, Halle 2006. ISBN 978-3-86634-207-1
- Erwirb es, um es zu verlieren – Notizen aus Ost und West zur Wendezeit. 2. Auflage. Projekte-Verlag, Halle 2008. ISBN 978-3-86634-488-4